# Kulturimperialism
Kulturimperialism är ett begrepp som syftar på en form av imperialism som går utöver militär övermakt, och där en dominerande kultur utövar tryck på en underställd kultur, för att förändra den underställda kulturens normer och estetik.

## Bakgrund
Begreppet populariserades under 1960-talet och inte minst i samband med kalla kriget. Patrick Brantlinger, professor i engelska och viktorianska studier vid Indiana University, menar att teorin om kulturimperialism under 1960-talet var en fortsättning på en uppsättning apokalyptiska teorier kritiska till masskultur. Man vände sig mot den massproducerade kulturens likformighet, som man menade var ett hot mot olika kulturer och traditioner. I Sverige och flera andra länder i västvärlden var det framförallt ett sätt att försöka bemöta det som man såg som den amerikansk populärkulturs attraktionskraft, inte minst visavi det svala intresset som visades rysk kultur, och därmed dess hot mot det europeiska samhället.

## Definition
Kulturimperialism har definierats som att med kulturella medel få världsherravälde eller kulturell dominans över ett territorium (innefattande såväl levnadssätt som estetik), i kommersiellt intresse. Teoretiker har gjort åtskillnad mellan kulturell dominans och kulturimperialism, där kulturell dominans innebär att en dominerande kultur upprättar ett tryck mot en underställd kultur vad gäller normer och estetik, och där kulturimperialism uppstår när den kulturella dominansen förstärks av kommersiella intressen. Nationalencyklopedin anför dock i sin definition att kulturimperialismens påtryckningar också går utöver de rent ekonomiska intressena, och att termen också kan användas för att markera bristande förståelse och respekt för inhemska kulturer.

## Exempel
Nationalencyklopedin anför som exempel på kulturimperialism den västerländska kulturens påverkan på andra länders inhemska kulturer, inte minst i tredje världen, en påverkan som inleddes i och med den västerländska kolonialismens etablering i Afrika och Asien och därmed dess påverkan på koloniernas utbildnings- och mediesystem, men som idag påverkas av västerländsk musik, reklam och andra konstuttryck. Under 2000-talet, med Kinas växande ekonomi och aspiration på att bli en supermakt, har vissa pekat på en kinesisk kulturimperialism, inte minst i Afrika. Ett exempel som angivits är det kinesiska kommunistpartiets kulturella påverkan genom Konfuciusinstitutet, som finns i många länder världen över. Ett sådant fanns även vid Stockholms universitet, vilket väckte kritik. Tidskriften Fokus beskrev det som att Hu Jintao kunde verka direkt vid svenska universitet.